# استن لیونگرن
استن لیونگرن (سوئدی: Sten Ljunggren؛ زادهٔ ۱۶ اکتبر ۱۹۳۸) بازیگر و صداپیشه اهل سوئد است.
از فیلم‌هایی که وی در آن نقش داشته‌است، می‌توان به بهترین نیات، شاهزاده مصر، بهترین نیات و هری و سونیا اشاره کرد.